# The Color Sergeant's Horse
The Color Sergeant's Horse è un cortometraggio muto del 1910. Il nome del regista non viene riportato nei credit del film.

## Produzione
Il film fu prodotto dalla Vitagraph Company of America.

## Distribuzione
Distribuito dalla General Film Company, il film - un cortometraggio in una bobina - uscì nelle sale cinematografiche statunitensi il 10 dicembre 1910.